# Панагія (Румунія)
Панагія (рум. Panaghia) — село у повіті Долж в Румунії. Входить до складу комуни Калопер.
Село розташоване на відстані 192 км на захід від Бухареста, 18 км на південний захід від Крайови.

## Населення
За даними перепису населення 2002 року у селі проживали 743 особи.
Національний склад населення села:
| Національність | Кількість осіб | Відсоток |
| -------------- | -------------- | -------- |
| румуни         | 721            | 97,0 %   |
| цигани         | 22             | 3,0 %    |

Рідною мовою назвали:
| Мова      | Кількість осіб | Відсоток |
| --------- | -------------- | -------- |
| румунська | 721            | 97,0 %   |
| циганська | 22             | 3,0 %    |